# Värmlandsskärgården
Värmlandsskärgården este o arie protejată (arie specială de conservare — SAC, sit de importanță comunitară — SCI, arie de protecție specială avifaunistică — SPA) din Suedia întinsă pe o suprafață de 21.450,4 ha, integral pe uscat.

## Localizare
Centrul sitului Värmlandsskärgården este situat la coordonatele 59°16′48″N 13°50′56″E / 59.2801°N 13.849°E.

## Înființare
Situl Värmlandsskärgården a fost declarat arie de protecție specială avifaunistică în martie 1996 pentru a proteja 23 de specii de animale. Alte tipuri de protecție:
- sit de importanță comunitară (în ianuarie 2002)
- arie specială de conservare (în martie 2011)[1][3][4]

## Biodiversitate
Situată în ecoregiunea boreală, aria protejată conține 7 habitate naturale: Taiga vestică, Roci stâncoase cu vegetație pionieră de Sedo-Scleranthion sau Sedo albi-Veronicion dillenii, Mlaștini turboase de tranziție și turbării mișcătoare, Mlaștini împădurite, Lacuri și iazuri distrofice naturale, Păduri caducifoliate de mlaștină fino-scandinave, Păduri aluvionare cu Alnus glutinosa și Fraxinus excelsior (Alno-Padion, Alnion incanae, Salicion albae).
La baza desemnării sitului se află mai multe specii protejate:
- păsări (17): buhai de baltă (Botaurus stellaris), Branta leucopsis, erete de stuf (Circus aeruginosus), cufundar polar (Gavia arctica), scoicar (Haematopus ostralegus), Larus argentatus, pescăruș sur (Larus canus), pescăruș negricios (Larus fuscus), Larus marinus, pescăruș râzător (Larus ridibundus), Mergus serrator, vultur pescar (Pandion haliaetus), viespar (Pernis apivorus), Phalacrocorax carbo sinensis, pescăriță mare (Sterna caspia), chiră de baltă (Sterna hirundo), Sterna paradisaea
- nevertebrate (3): Dytiscus latissimus, Graphoderus bilineatus, libelule (Leucorrhinia pectoralis)
- pești (3): avat (Aspius aspius), zvârluga (Cobitis taenia), somonul (Salmo salar)